# Tympanistes alternata
Tympanistes alternata är en fjärilsart som beskrevs av W. Warren 1912. Tympanistes alternata ingår i släktet Tympanistes och familjen trågspinnare. Inga underarter finns listade i Catalogue of Life.